# Volta (muzyka)
Volta – w muzyce jest to oznaczenie pierwszego lub drugiego zakończenia utworu muzycznego, z których pierwsze wykonywane jest tuż przed powtórzeniem jakiegoś fragmentu tego utworu, a drugie (trzecie itp.) po kolejnym powtórzeniu, z pominięciem poprzedniego zakończenia. W zapisie muzycznym pierwsza volta zapisywana jest jako prima volta, a kolejne – jako seconda, tertia itd. volta. Przy większej ilości powtórek (np. w pieśniach zwrotkowych, w których pierwsza volta jest wykonywana po każdej zwrotce) ostatnia volta jest oznaczana jako l'ultima volta.